# Gran dirrombicosidodecacrono
En geometría, el gran dirhombicosidodecacron es un isohedral poliedro no convexo. Es el dual del gran dirrombicosidodecaedro.
En los Modelos duales de Magnus Wenninger, se representa con un conjunto de prismas de longitud infinita que se cruzan pasando por el centro del modelo. La longitud de estos prismas se limita para hacer el modelo manejable. Wenninger sugirió que estas figuras son miembros de una nueva clase de estelación de poliedros, a la que denominó estelación hasta el infinito. Sin embargo, también reconoció que en sentido estricto no son poliedros, dado que su construcción no se ajusta a las definiciones habituales.